# 塔密站
塔密站是昆明地铁4号线的地铁车站，位于中华人民共和国云南省昆明市官渡区杜家营路与商博街交叉口西侧，于2020年9月23日开通。

## 车站结构
塔密站位于杜家营路与商博街交叉口西侧，沿杜家营路西侧设置，呈南北走向，为地下两层岛式站台车站，车站长194.5米，标准宽19.7米，车站地下一层为站厅层，地下二层为站台层，站台设置全高站台门。
| 地面              | 出入口 | A、B、C、D出入口                                                                                            |
| 地下一层          | 站厅   | 客服中心、自动售票机、验票机                                                                                |
| 地下二层          | 站台   | \| \| \| █ 4号线往金川路（广卫） \| \| 島式 · 開左邊车门 \| \| \| \| \| \| █ 4号线往昆明南火车站（斗南） \| |
|                   |        | █ 4号线往金川路（广卫）                                                                                     |
| 島式 · 開左邊车门 |        | |
|                   |        | █ 4号线往昆明南火车站（斗南）                                                                               |

## 出入口
塔密站共有4个出入口，各出口及周围设施如下所示：
| 编号                  | 地点             | 建议前往的目的地                             | 照片 |
| --------------------- | ---------------- | -------------------------------------------- | ---- |
| 出口 · A              | 杜家营路、商海路 | 中豪广场                                     |      |
| 出口 · B · 升降机标志 | 杜家营路、商海路 | 昆明螺蛳湾国际商贸城三期、中豪螺蛳湾副食品城 |      |
| 出口 · C              | 商博街           | 中豪锦苑花园、中豪华城花园、中豪城·郡郎花园  |      |
| 出口 · D              | 杜家营路         | 昆明前进乳业生活区、北京八十学校             |      |
| 註： 設有             |                  |                                              |      |

## 接驳交通

### 公交车
- 塔密地铁站：Z127路

## 车站历史
本站建设时期工程名为螺蛳湾站，开通前确定以塔密站作为车站正式名称。
- 2017年3月15日，车站主体结构封顶[2]。
- 2020年9月23日，车站随4号线通车开通[1]。